# Каракогинський сільський округ (Магжана Жумабаєва район)
Карако́гинський сільський округ (каз. Қарақоға ауылдық округі, рос. Каракогинський сельский округ) — адміністративна одиниця у складі району Магжана Жумабаєва Північноказахстанської області Казахстану. Адміністративний центр — село Каракога.
Населення — 2073 особи (2021; 2501 у 2009, 2876 у 1999, 3608 у 1989).
Станом на 1989 рік існувала Каракогинська сільська рада (села Каракога, Красне, Новоуспенка, Образець, Чисте, селище Остановочний пункт 2726 км). Село Новоуспенка було ліквідоване 2002 року. 21 червня 2019 року зі складу сільського округу було виключене село Ногайбай (колишнє село Красне) та територія площею 1,74 км² і передані до складу Ногайбайбійського сільського округу.

## Склад
До складу округу входять такі населені пункти:
| Населений пункт                    | Старі назви | Населення, осіб (1989) | Населення, осіб (1999) | Населення, осіб (2009) | Населення, осіб (2021) |
| ---------------------------------- | ----------- | ---------------------- | ---------------------- | ---------------------- | ---------------------- |
| Каракога, село                     | -           | 2798                   | 2176                   | 1962                   | 1726                   |
| Новоуспенка, село                  | -           | 42                     | 5                      | -                      | -                      |
| Образець, село                     | -           | 347                    | 367                    | 327                    | 222                    |
| Остановочний пункт 2726 км, селище | -           | 9                      | -                      | -                      | -                      |
| Чисте, село                        | -           | 412                    | 328                    | 212                    | 125                    |